# Meiacanthus grammistes
Meiacanthus grammistes és una espècie de peix de la família dels blènnids i de l'ordre dels perciformes.

## Morfologia
- Els mascles poden assolir 11 cm de longitud total.[1]

## Reproducció
És ovípar.

## Hàbitat
És un peix marí de clima tropical i associat als esculls de corall.

## Distribució geogràfica
Es troba des d'Indoxina fins a Papua Nova Guinea, les Ryukyu, el nord-oest d'Austràlia i la Gran Barrera de Corall.